# Corpus Hypercubus

Siatka tesseraktu – hipersześcianu, złożona z sześcianów

Corpus Hypercubus – olejny obraz Salvadora Dalego, znany również jako Ukrzyżowanie lub Christus Hypercubus, ukończony w 1954 roku.
Obraz przedstawia Chrystusa ukrzyżowanego na siatce hipersześcianu.
Jest to jedna z prac katalońskiego artysty podejmujący motyw sakralny, połączony z fascynacją artysty wyjątkową strukturą geometryczną.
Na obrazie Maria Magdalena jest przedstawiona jako Gala – żona Dalego, zaś tłem całości jest hiszpańska zatoka Port Lligat.